# De Hoop (Elden)
De molen De Hoop is een in 1846 gebouwde windmolen en staat aan de molenweg 1 in Arnhem (Elden).
De molen is een witgeschilderde, ronde bakstenen korenmolen van het type beltmolen met 2 koppel maalstenen. De maalstenen bestaan uit kunststeen met een doorsnede van 140 cm. De kunststeen scherpt zichzelf doordat de groeven (uitslag) van een iets zachter materiaal gemaakt zijn dan de kerven.
De wiekenvorm is Oudhollands en de vlucht 23 meter.
De houten, rietgedekte kap van de molen is voorzien van een zogenaamd Engels kruiwerk. Het kruiwerk wordt bediend met een kruilier. De Vlaamse vang is voorzien van een vangtrommel, waardoor deze lichter te bedienen is.
Het luiwerk is een kammenluiwerk.
De bovenas uit 1860 is van gietijzer. De as wordt gesmeerd met reuzel.
De molen is gerestaureerd in 1951, 1978 en 2006. In 1978 zijn de roeden vervangen en in 2006 is de windpeluw, de balk waar de hals van de bovenas oprust, vervangen.
De molen maalt tarwe op vrijwillige basis en is open voor bezoek.

## Overbrengingen
- De overbrengingsverhouding is 1 : 6,79.
- Het bovenwiel heeft 62 kammen en de bonkelaar heeft 29 kammen. De koningsspil draait hierdoor 2,14 keer sneller dan de bovenas. De steek, de afstand tussen de staven, is 11,7 cm.
- Het spoorwiel heeft 73 kammen en het steenrondsel 23 staven. Het steenrondsel draait hierdoor 3,17 keer sneller dan de koningsspil en 6,79 keer sneller dan de bovenas. De steek is 11,2 cm.

## Eigenaren
- 1846 - ?: Roebert Mulder
- ? - 1888): Van Est
- 1888 - 1924: Gerrit van de Weerdt
- 1924 - 1973: Art van de Weerdt
- 1973 - 1975: erven A. van de Weerdt
- 1975 - heden: Gemeente Arnhem